# Soulier
Pour les articles homonymes, voir Soulier (homonymie).
Pour les articles ayant des titres homophones, voir Soulié et Soullié.

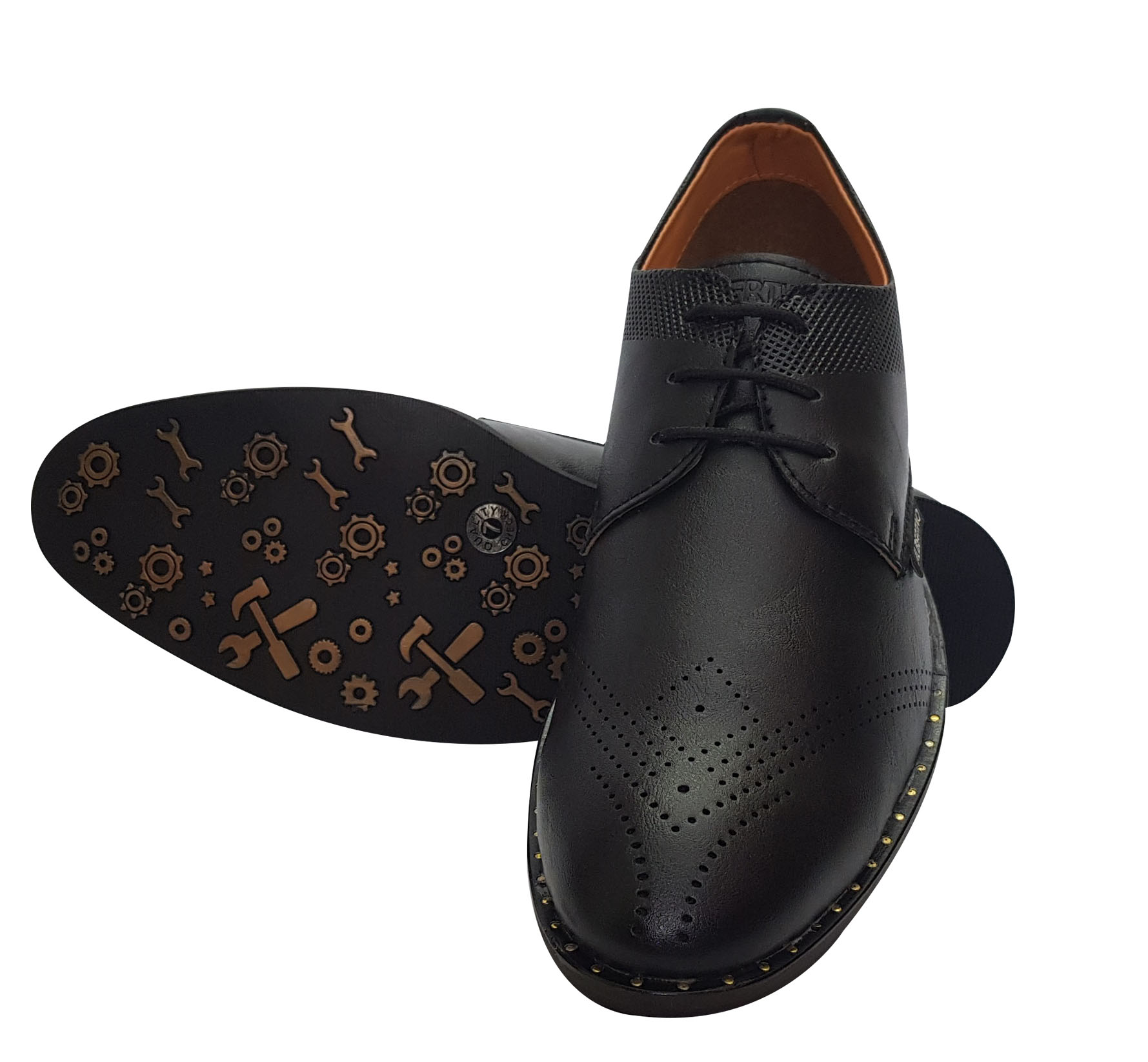
Une paire de souliers avec semelle fantaisie.

Un soulier est une chaussure qui couvre le pied sans monter plus haut que la cheville et dont la semelle est constituée d'un matériau rigide. C'est le seul sens usuel en français européen ; les termes « soulier » et « chaussure » n'y sont donc pas interchangeables : tout soulier est une chaussure, mais tout ce qui chausse le pied n'est pas un soulier.
Au Canada francophone ainsi qu'en français louisianais, le terme « soulier » est utilisé de manière générique pour désigner tout type de chaussure.

## Parties
Le soulier se compose d'une tige, partie supérieure recouvrant le pied, et d'une semelle rigide, généralement rehaussée d'un talon à l'arrière.

## Production mondiale
| Principaux producteurs de chaussures (2016) (millions de paires) | Principaux producteurs de chaussures (2016) (millions de paires) |
| ---------------------------------------------------------------- | ---------------------------------------------------------------- |
| Chine                                                            | 11.110                                                           |
| Inde                                                             | 2.790                                                            |
| Viêt Nam                                                         | 971                                                              |
| Brésil                                                           | 899                                                              |
| Indonésie                                                        |                                                                  |
| Monde                                                            | 21400                                                            |

| Principaux consommateurs de chaussures (2016) (millions de paires) | Principaux consommateurs de chaussures (2016) (millions de paires) |
| ------------------------------------------------------------------ | ------------------------------------------------------------------ |
| Chine                                                              | 3.200                                                              |
| Inde                                                               | 2.680                                                              |
| États-Unis                                                         | 2.340                                                              |
| Brésil                                                             | 796                                                                |
| Monde                                                              | 19600                                                              |

| Principaux exportateurs de chaussures (2016) (millions de paires) | Principaux exportateurs de chaussures (2016) (millions de paires) |
| ----------------------------------------------------------------- | ----------------------------------------------------------------- |
| Chine                                                             | 8.000                                                             |
| Viêt Nam                                                          | 654                                                               |
| Indonésie                                                         | 387                                                               |
| Allemagne                                                         | 252                                                               |
| Brésil                                                            | 126                                                               |

## En littérature
Le Soulier de satin de Paul Claudel (1929) est l'une des œuvres les plus connues mentionnant le soulier, mais dans la littérature comme dans le langage courant, chaussure tend à remplacer soulier.

## Argot
En tant que synonyme de chaussure, le soulier est aussi appelé familièrement « godasse », « pompe », ou même « espadrille » au Québec.

## Expression
- Être dans ses petits souliers : Être mal à l'aise. Apparue pour la première fois vers le début du XIXe siècle, la première forme de cette expression était « être mal dans ses petits souliers ». Elle signifiait alors « être malade ». L'image des chaussures qui blessent est attestée dans son utilisation dès le XVIIe siècle, où l'on disait par exemple « c'est là que le soulier blesse ». Cependant l'expression « être dans ses petits souliers », datant d'environ 1830, signifie « être mal à l'aise », comme on peut l'être dans des vêtements ou des chaussures trop étroits.